# ファビオ・カスティーヨ
ファビオ・カスティーヨ（Fabio Castillo, 1989年2月19日 - ）は、ドミニカ共和国サマナ州サマナ出身の元プロ野球選手（投手）。右投右打。

## 経歴

### プロ入りとマイナー時代
2006年にテキサス・レンジャーズと契約するも、マイナー暮らしが続いた。

### メキシカンリーグ時代
2015年は、リーガ・メヒカーナ・デ・ベイスボルでプレーした。

### ハンファ・イーグルス時代
2016年6月20日に、不振により退団したアレッサンドロ・マエストリの代役としてハンファ・イーグルスに入団。7勝を記録した。オフの11月30日に自由契約となった。

### ドジャース時代
2017年、ロサンゼルス・ドジャースと契約。6月8日に40人枠入り。9月2日にサンディエゴ・パドレス戦でメジャーデビューした。

### 西武時代
2017年12月12日、埼玉西武ライオンズと契約。背番号は47。
2018年4月4日の福岡ソフトバンクホークス戦（メットライフドーム）にてNPB初登板・初先発を果たすと5回まで1人も出塁を許さず、6回2/3を1失点にまとめ、初勝利を記録した。その後先発として6月まで5勝を挙げる活躍を見せていたが中継ぎ陣の故障及び大乱調を受け交流戦中盤から抑えに転向。
6月24日の千葉ロッテマリーンズ戦（ZOZOマリンスタジアム）でNPB初セーブを記録した。リリーフ転向後は8試合に登板し、2勝3セーブ1ホールドを挙げた。しかし7月20日に右肘の張りを訴え出場選手登録を抹消されると、そのまま再登録されることなくシーズンを終えた。オフの11月6日に右肘のクリーニング手術を行った。
2019年はキャンプからリハビリ組に入ってはいたものの、患部の状態は思わしくないままで、7月の時点で二軍での登板も1試合に留まり、「一軍の戦力としては難しい」と判断されたことにより7月31日にウェイバー公示され、8月7日に自由契約となった。

## 詳細情報

### 年度別投手成績
| 年 度    | 球 団    | 登 板 | 先 発 | 完 投 | 完 封 | 無 四 球 | 勝 利 | 敗 戦 | セ 丨 ブ | ホ 丨 ル ド | 勝 率 | 打 者 | 投 球 回 | 被 安 打 | 被 本 塁 打 | 与 四 球 | 敬 遠 | 与 死 球 | 奪 三 振 | 暴 投 | ボ 丨 ク | 失 点 | 自 責 点 | 防 御 率 | W H I P |
| -------- | -------- | ----- | ----- | ----- | ----- | -------- | ----- | ----- | -------- | ----------- | ----- | ----- | -------- | -------- | ----------- | -------- | ----- | -------- | -------- | ----- | -------- | ----- | -------- | -------- | ------- |
| 2016     | ハンファ | 20    | 15    | 0     | 0     | 0        | 7     | 4     | 0        | 0           | .636  | 393   | 84.0     | 106      | 7           | 40       | 0     | 10       | 60       | 4     | 0        | 62    | 60       | 6.43     | 1.74    |
| 2017     | LAD      | 2     | 0     | 0     | 0     | 0        | 0     | 0     | 0        | 0           | ----  | 8     | 1.1      | 3        | 0           | 1        | 0     | 0        | 2        | 1     | 0        | 2     | 2        | 13.50    | 3.00    |
| 2018     | 西武     | 20    | 12    | 0     | 0     | 0        | 7     | 4     | 3        | 1           | .636  | 330   | 74.1     | 60       | 5           | 45       | 1     | 6        | 51       | 0     | 0        | 38    | 37       | 4.48     | 1.41    |
| KBO：1年 | KBO：1年 | 20    | 15    | 0     | 0     | 0        | 7     | 4     | 0        | 0           | .636  | 393   | 84.0     | 106      | 7           | 40       | 0     | 10       | 60       | 4     | 0        | 62    | 60       | 6.43     | 1.74    |
| MLB：1年 | MLB：1年 | 2     | 0     | 0     | 0     | 0        | 0     | 0     | 0        | 0           | ----  | 8     | 1.1      | 3        | 0           | 1        | 0     | 0        | 2        | 1     | 0        | 2     | 2        | 13.50    | 3.00    |
| NPB：1年 | NPB：1年 | 20    | 12    | 0     | 0     | 0        | 7     | 4     | 3        | 1           | .636  | 330   | 74.1     | 60       | 5           | 45       | 1     | 6        | 51       | 0     | 0        | 38    | 37       | 4.48     | 1.41    |

- 2020年度シーズン終了時

### 年度別守備成績
| 年 度 | 球 団    | 投手（P） | 投手（P） | 投手（P） | 投手（P） | 投手（P） | 投手（P） |
| 年 度 | 球 団    | 試 合     | 刺 殺     | 補 殺     | 失 策     | 併 殺     | 守 備 率  |
| ----- | -------- | --------- | --------- | --------- | --------- | --------- | --------- |
| 2016  | ハンファ | 20        | 5         | 10        | 0         | 1         | 1.000     |
| 2017  | LAD      | 2         | 0         | 0         | 0         | 0         | ----      |
| 2018  | 西武     | 20        | 3         | 9         | 1         | 1         | .923      |
| KBO   | KBO      | 20        | 5         | 10        | 0         | 1         | 1.000     |
| MLB   | MLB      | 2         | 0         | 0         | 0         | 0         | ----      |
| NPB   | NPB      | 20        | 3         | 9         | 1         | 1         | .923      |

- 2020年度シーズン終了時

### 記録
NPB
- 初登板・初先発登板・初勝利・初先発勝利：2018年4月4日、対福岡ソフトバンクホークス2回戦（メットライフドーム）、6回2/3を1失点
- 初奪三振：同上、1回表に今宮健太から空振り三振
- 初セーブ：2018年6月24日、対千葉ロッテマリーンズ12回戦（ZOZOマリンスタジアム）、9回裏に5番手として救援登板・完了、1回1失点
- 初ホールド：2018年6月27日、対オリックス・バファローズ10回戦（メットライフドーム）、9回表に5番手として救援登板、1回無失点

### 背番号
- 48（2016年）
- 60（2017年）
- 47（2018年 - 2019年8月7日）